# Palazzo Milesi (Roma)
Palazzo Milesi si trova a Roma in via della Maschera d'oro, via che prese il nome dall'affresco raffigurante una maschera dorata del XVI secolo, che era posto al centro della sua facciata andata perduta. Il palazzo risalente al XV secolo venne costruito dalla famiglia Milesi di origine bergamasca.

## Storia
Giovanni Giuseppe Milesi, letterato della  famiglia Milesi, originata dai Mili di Bordogna, un ramo dei Fonda ma bergamasca fin dal XIII secolo, nel 1480 si trasferì a Roma e nei primi anni del Cinquecento fece costruire il palazzo unendo e sovrapponendo forse tre palazzi distinti.
Giovanni Antonio Milesi fece affrescare sulle facciate da Polidoro da Caravaggio e da Maturino da Firenze scene mitologiche, affreschi monocromatici come usava il XV secolo, ma che risulta fossero già deteriorati durante il sacco di Roma per opera dei lanzichenecchi. Gli affreschi nella loro raffigurazione scultorea ma dinamica, crearono molto interesse tanto che il Vasari descrisse come opera che di bellezza e di copia non potria migliorare,
Fu commissionata al Cherubino Alberti nel 1576 la maschera dorata posta al centro di un festone, sostenuta da un amorino che dà il nome al via, ma completamente persa.  Marzio Milesi, nel 1615, vendette il palazzo ai Baccani, facendo ritorno a Bergamo.
Le pitture sulla facciata vennero riprese e copiate da molti artisti, risultano disegni di Golsius, Galestruzzi, Rubens e del Maccari, nel restauro del 2006 fu possibile ritrovare elementi che confermano la datazione quattrocentesta del palazzo, ma anche la presenza di un loggiato, probabilmente perso durante un terremoto, il restauro ha riportato valore, e documentazione di quale fosse architettonicamente la storia del palazzo.

## Descrizione
La facciata del palazzo, che si sviluppa su tre piani, ha una decorazione visibile grazie il restauro del 2006. Gli affreschi a grisaille presentano una iconografia complessa e narrano le virtù e le vicende della mitologia.
La storia di Niobe, nella parte centrale del primo piano è stata eseguita dal Polidoro, al secondo piano sono raffigurati alcuni personaggi mitologici, mentre al terzo sono raffigurate le vicende del ratto delle Sabine, di Catone Uticense, e le leggi di Numa Pompilio. Il portale architravato in bugnato ha ben visibile la scritta MILESIA, nome dei proprietari originari. La parte di facciata a pianterreno è in un leggero bugnato.
I disegni degli affreschi sono conservati agli Uffizi ed al Gabinetto Nazionale delle Stampe, e proprio questi disegni hanno consentito il restauro che ha ridato alla facciata il suo originario aspetto. Non è stato possibile ricostruire la maschera d'oro
che si trovava al centro della facciata, di cui rimane solo documentazione scritta.